# بی‌وفا (فیلم ۲۰۰۰)
بی‌وفا (به سوئدی: Trolösa) فیلمی در ژانر درام عاشقانه محصول سوئد به کارگردانی لیو اولمان و به نویسندگی اینگمار برگمان است که در سال ۲۰۰۰ منتشر شد.